# Ballynacally
Ballynacally (Iers: Baile na Caillí, plaats van de sluier) is een dorp zo'n 16 kilometer ten zuidwesten van Ennis in het graafschap Clare in Ierland. Het is gelegen aan de kustweg (R473) naar Kilrush.
Ballynacally wordt doorgaans omgezet in het Iers als Baile na Cailleadh, wat zoveel betekent als "land van de nonnen". Het was namelijk lang in het bezit van de nonnen van het Killone Convent in Ballynacally.
In en rond Ballynacally zijn tal van historische monumenten en ruïnes te vinden. In de Normandische periode was er een florerend nonnenklooster in Kilchreest. Normandische kastelen of woontorens verschenen onder meer in Dangan, Ballycorick en Cragbrien.
Ten tijde van de Ierse hongersnood (1845-1850) waren de belangrijkste (protestantse) landeigenaren de families Ball (wonend in Fortfergus) en Henn (wonend in Paradise). De familie Ball zette in Ballynacally een zogenaamde "Soup School" op. Alleen als de katholieke kinderen daarnaartoe gingen om protestants onderwijs te krijgen, konden de ouders werk of voedsel krijgen. De populariteit van de familie Ball nam nog verder af door een tweehonderdtal huisuitzettingen in het townland Inisdia.
Tijdens de Ierse Onafhankelijkheidsoorlog werd niet alleen de politiepost platgebrand, maar ook "Fort Fergus", het huis van de Ball-familie, werd platgebrand.